# Tōkyō Kōen
Tōkyō Kōen ( 東京公園 , letteralmente "Tokyo Park") è un film del 2011 diretto da Shinji Aoyama.
Il soggetto è basato sul romanzo omonimo di Yukiya Shōji.

## Trama
Koji è uno studente di college che aspira a diventare fotografo professionista. Un giorno, mentre gironzola nel parco pubblico scattando foto ai passanti, viene avvicinato da un signore che gli rivolge l'insolita richiesta di seguire la moglie senza farsi notare. Gli offre in cambio una grossa somma di denaro.
L'uomo sospetta che la donna lo tradisca con un altro e domanda a Koji di fornirgli delle prove: dovrà scattare delle foto durante l'incontro degli amanti ed inviargliele poi tramite SMS. L'incarico porta il giovane Koji a sottili ma significativi cambiamenti nel suo modo di vedere le donne.